# Janvier 1962
Cette page présente les faits marquants du mois de janvier 1962.

## Événements
- 1er janvier :

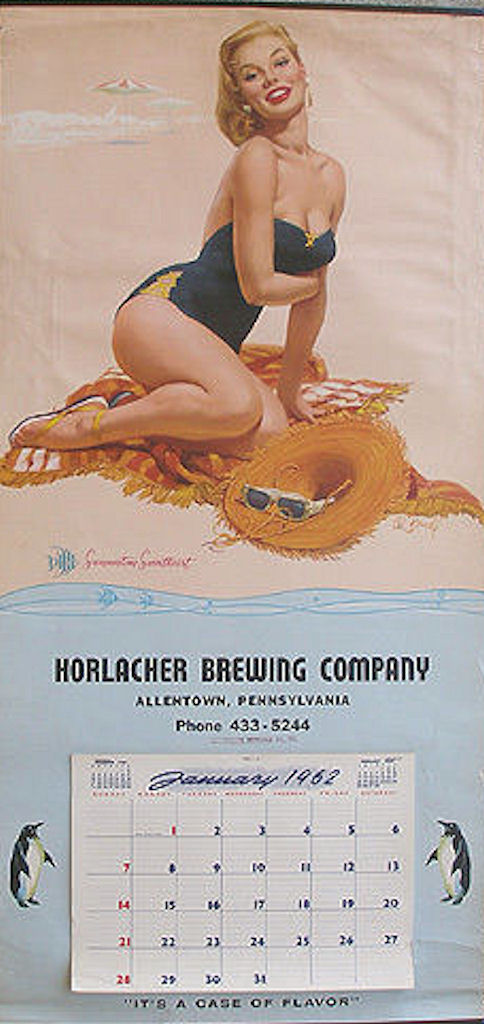
Calendrier d'entreprise américaine de janvier 1962

  - Entrée en vigueur de l’ALALE (Association latino-américaine de libre échange).
  - Indépendance des Samoa occidentales vis-à-vis de la tutelle des Nations unies (Onu) et de l’administration de la Nouvelle-Zélande.
  - Tentative de prise de pouvoir par le Parti social nationaliste syrien en Syrie.

- 2 janvier, Portugal : complot de Béja, visant à renverser le régime[1].

- 12 janvier : reprise des négociations entre le Mali et la France à Paris. Elles définissent la coopération économique, financière et culturelle française entre les deux pays et s’achèvent par une série d’accords signés à Matignon et à Bamako.

- 14 janvier : lors du premier « marathon » agricole de Bruxelles au sein de la CEE, le Conseil adopte les grandes lignes de la Politique agricole commune.

- 15 janvier : affrontement naval en mer d'Arafura entre l'Indonésie et les Pays-Bas.

- 16 janvier : coup d'État militaire en République dominicaine. Rafael Filiberto Bonnelly devient président le 18. Le 19 janvier, un contre-coup d'État réinstalle le gouvernement précédent. Rafael Filiberto Bonnelly garde son poste.

- 18 janvier, France : Valéry Giscard d'Estaing succède à Wilfrid Baumgartner comme ministre des Finances et des Affaires économiques.

- 19 janvier
  - Interdiction des partis d’opposition au Tchad[2].
  - Voyage inaugural du paquebot France.

- 24 janvier : pour l’anniversaire de la « semaine des Barricades », l’OAS commet 22 attentats, dont un au domicile de Hubert Beuve-Méry, directeur du journal le Monde.

- 26 janvier : la création de la Garde côtière canadienne.

- 27 janvier : la Démocratie chrétienne italienne infléchit ouvertement son programme à gauche au Congrès de Naples.

- 29 janvier : ajournement de la conférence de Genève sur le désarmement.

- 30 janvier : la XVIe session de l’ONU inscrit la question de l’Angola à l’ordre du jour[3]. Les représentants des États africains condamnent unanimement les agissements du Portugal.

- 31 janvier : clôture de la Conférence de l’Organisation des États américains (OEA) à Punta del Este (Uruguay).

## Naissances
- 1er janvier : Daher Ahmed Farah, homme politique djiboutien.
- 4 janvier : Simon Njami, écrivain et critique Camerounais.
- 5 janvier : Giuseppe Abbagnale, rameur italien, champion olympique d'aviron en deux barré aux Jeux de Los Angeles en 1984 et de Séoul en 1988.
- 7 janvier : Alexandre Douguine, théoricien politique russe.
- 8 janvier : Scumeck Sabottka, promoteur allemand.
- 15 janvier : Mehdi Sojoudi Moghaddam, écrivain iranien.
- 16 janvier :  Vincent Ropion, acteur français
- 17 janvier : 
  - Bruno Dubernat, acteur français spécialisé dans le doublage († 30 mars 2022).
  - Jim Carrey, acteur américain.
- 18 janvier : Francisco Ferreras, apnéiste cubain
- 21 janvier : Marie Trintignant, actrice française († 1er août 2003).
- 22 janvier : 
  - Kevin Lamoureux, homme politique franco-manitobain.
  - Isabelle Nanty, actrice française.
- 26 janvier : Bahadır Yenişehirlioğlu, acteur turc.
- 28 janvier : 
  - Kamil Rustam, Musicien Franco-Americain.
  - Patrice Motsepe, Homme d'affaires sud-africain et président de la caf depuis 2021.
- 29 janvier : Ismaël Haniyeh, homme d'État palestinien membre du Hamas († 30 juillet 2024).
- 30 janvier : Éric de Moulins-Beaufort, évêque catholique français, évêque auxiliaire de Paris.

## Décès
- 2 janvier : James Garfield Gardiner, premier ministre de la Saskatchewan.
- 4 janvier : Minne Bakker, peintre néerlandais  (° 1878).
- 24 janvier : André Lhote, peintre français (° 1885).
- 29 janvier : Fritz Kreisler, violoniste autrichien.